# Ixora brachiata
Ixora brachiata là một loài thực vật có hoa trong họ Thiến thảo. Loài này được Roxb. mô tả khoa học đầu tiên năm 1820.

## Hình ảnh

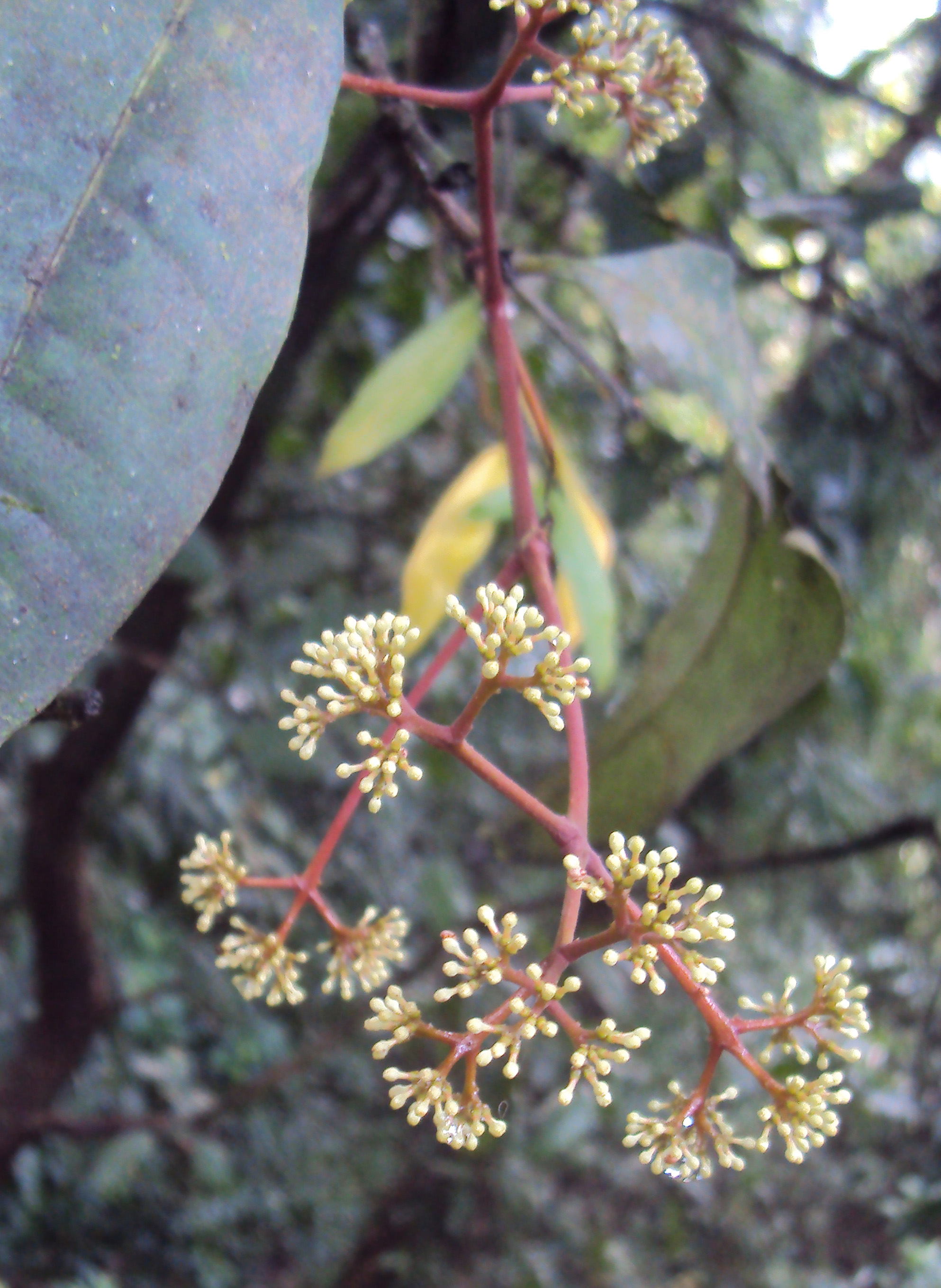
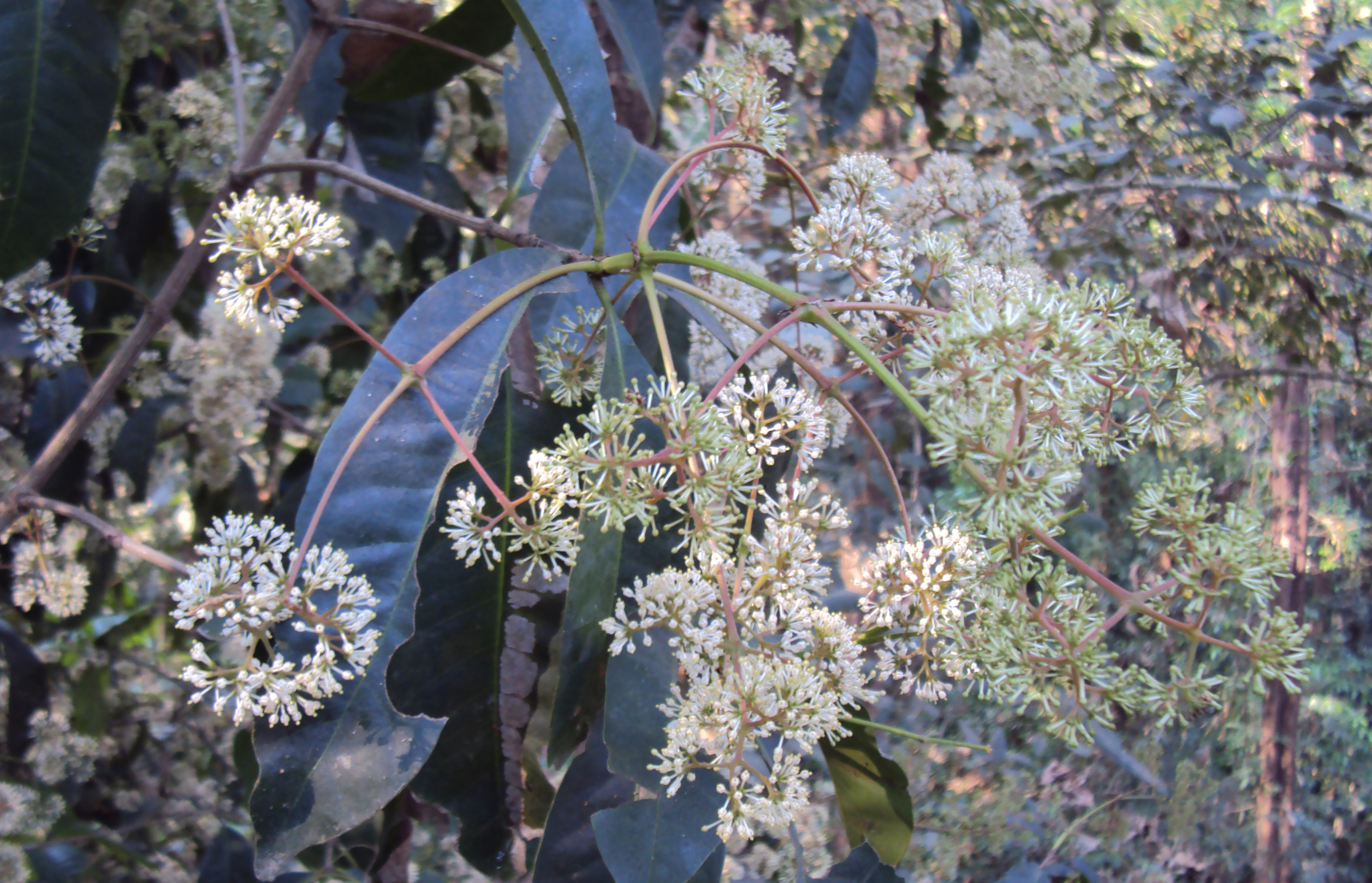
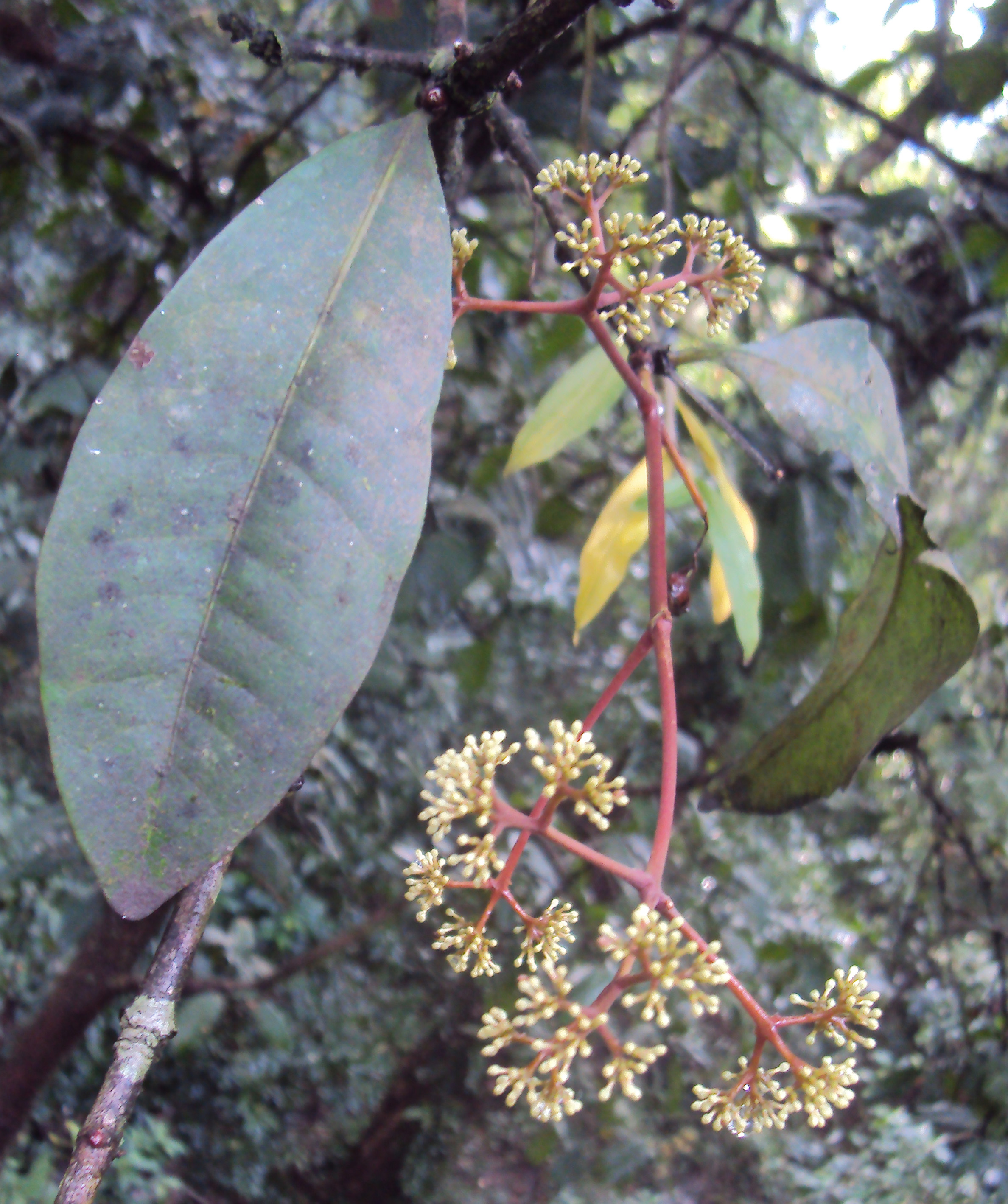
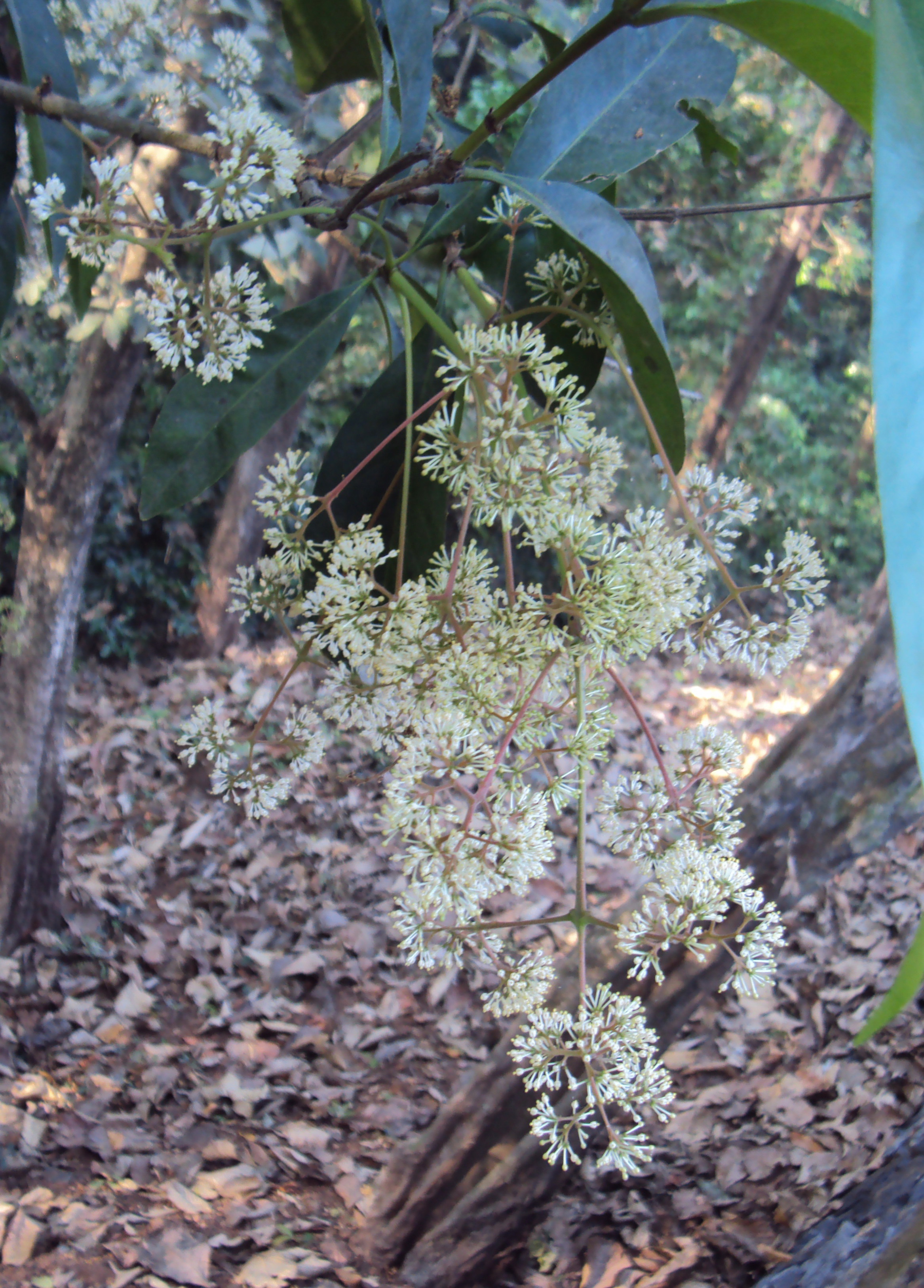